# Love's Great Adventure
Love's Great Adventure är en singel av det brittiska synthbandet Ultravox. Den skrevs av bandmedlemmarna (Midge Ure, Chris Cross, Warren Cann och Billy Currie).
Den låg nio veckor på englandslistan och nådde som bäst en tolfte plats i november 1984.
Den finns inte med på något studioalbum, utan togs istället med på samlingsalbumet The Collection.
I musikvideon gör bandet narr av Indiana Jones och liknande äventyrsfilmer, som var en stor filmgenre på 1980-talet. Midge Ure försöker rädda en rik arvtagerska, spelad av Annabel Giles, som har kommit bort sig i öknen. Längs med vägen träffar han på farliga giftormar, stup och hänsynslösa skattjägare, och han måste allteftersom räddas och ta hjälp av sina bandmedlemmar.

## Låtlista

### 7"-versionen
1. "Love's Great Adventure" - 3:04
2. "White China (Live)" - 3:43

### 12"-versionen
1. "Love's Great Adventure (Extended Version)" - 5:40
2. "White China (Live)" - 3:43
3. "Man Of Two Worlds (Instrumental)" - 4:32